# Der Tisch des Schweigens
Der Tisch des Schweigens (französisch La Table du silence, rumänisch Masa tăcerii) ist eine Travertinskulptur des Bildhauers und Fotografen Constantin Brâncuși in Târgu Jiu, Rumänien.

## Entstehung im Rahmen eines Ensembles
Der Tisch des Schweigens gehört zu Brâncușis Skulpturenensemble Calea Eroilor (Die Straße der Helden), das in den Jahren 1935–38 entstand und an die gefallenen Soldaten der ersten Schlacht im Jiu-Tal im Oktober 1916 und insbesondere die Gefechte in und um Târgu Jiu am 27. Oktober im Ersten Weltkrieg erinnern soll.
Zu diesem Auftragswerk der Kommunistischen Frauenliga von Gorj gehören auch Das Tor des Kusses (französisch La Porte du baiser, rumänisch Poarta sărutului) und Die endlose Säule (französisch La a colonne sans fin, rumänisch Coloana Infinitului) sowie der vom Künstler für die ursprünglich geplanten 12 Skulpturen angelegte über einen Kilometer lange Park, der heute nur noch fragmentarisch erhalten ist. Im Juli 2024 wurde das Skulpturen-Ensemble in die Liste des UNESCO-Welterbes aufgenommen (Nummer GJ-III-s-B-09463).

## Ausführung, Platzierung, Änderungen
Der Tisch des Schweigens steht am westlichen Ende des heute zweigeteilten, von einem Wohngebiete unterbrochenen Parks, nahe dem Flussufer des Jiu (deutsch Schil). Die Skulptur besteht aus zwei großen zylindrischen Steinscheiben, die einen Tisch symbolisieren, sowie zwölf steinernen sanduhrförmigen Hockern, die kreisförmig um den Tisch herum angeordnet sind. Die die Tischplatte darstellende obere Steinscheibe hat einen Durchmesser von 2,15 Meter und eine Höhe von 43 Zentimetern, die den Sockel des Tisches bildenden untere Steinscheibe hat einen Durchmesser von 1,60 Meter und ist 45 Zentimeter stark. Das Material ist transsilvanischer Travertin aus Banpotoc. Die Hocker haben einen Durchmesser von 45 Zentimetern und stehen in einem Abstand von etwa 1 Meter kreisförmig gleich verteilt um den Tisch.
Ursprünglich bildete nur die untere Steinscheibe den Tisch. Nachdem der im Jahr 1937 von Brâncuși ausgestellt worden und er nach Paris zurückgekehrt war, ließen die Stadtväter eine erläuternde bleigefüllte Inschrift mit dem Namen des Bildhauers sowie runde Vertiefungen in die Oberseite einmeißeln. Als Brâncuși 1938 nach Targu-Jiu zurückkehrte, war er darüber sehr erzürnt und forderte zunächst, Inschrift und „Verzierungen“ zu entfernen. Doch da ihm auch sein ursprünglicher Tisch nicht mehr gefiel, ließ er die zweite Steinscheibe fertigen und auf den ursprünglichen Tisch stellen, der so zum Sockel des Tisches in seiner heutigen Form wurde. Die Hocker waren ursprünglich auch nicht wie heute äquidistant, sondern zwar im Kreis symmetrisch, aber paarweise und nur im Abstand von etwa 40 Zentimetern rund um den damals kleineren Tisch gruppiert.
Hergestellt wurden die Kalkstein-Skulpturen aus transsilvanischem Travertin aus Banpotoc (1966 in Hărău eingemeindet) in Stein-Werkstätten der Stadt Deva.

## Abgeleitete Kunstwerke
Da Brâncuși auch als Fotograf arbeitete und seine Skulpturen nicht nur fotografisch in Szene setzte, sondern durch Einbeziehung von Licht und Raum und teilweise auch durch Verfremdung abgeleitete, aber eigenständige Bildkunstwerke schuf, gibt es auch Brâncuși-Fotografien mit dem Titel „La Table du silence“, unter anderem im Pariser Centre Pompidou.

## Hinweise
Da Brâncuși zum Zeitpunkt der Erstellung sowohl in Paris lebte als auch dort sein Atelier führte, tragen die Werke des Ensembles im Original französische Titel, und zwar mit Artikel, wie es im Rumänischen üblich ist. Der Werkname ist also nicht Tisch des Schweigens, sondern Der Tisch des Schweigens.